# アイダミナ (小惑星)
アイダミナ (978 Aidamina) は小惑星帯に位置する小惑星である。ロシアの天文学者セルゲイ・イワノヴィチ・ベリャフスキーがクリミア天文台で発見した。
発見者の家族の友人であるアイダ・ミナイェーヴナ (Aida Minaievna) にちなんで命名された。